# Sophie Offermans-van Hove

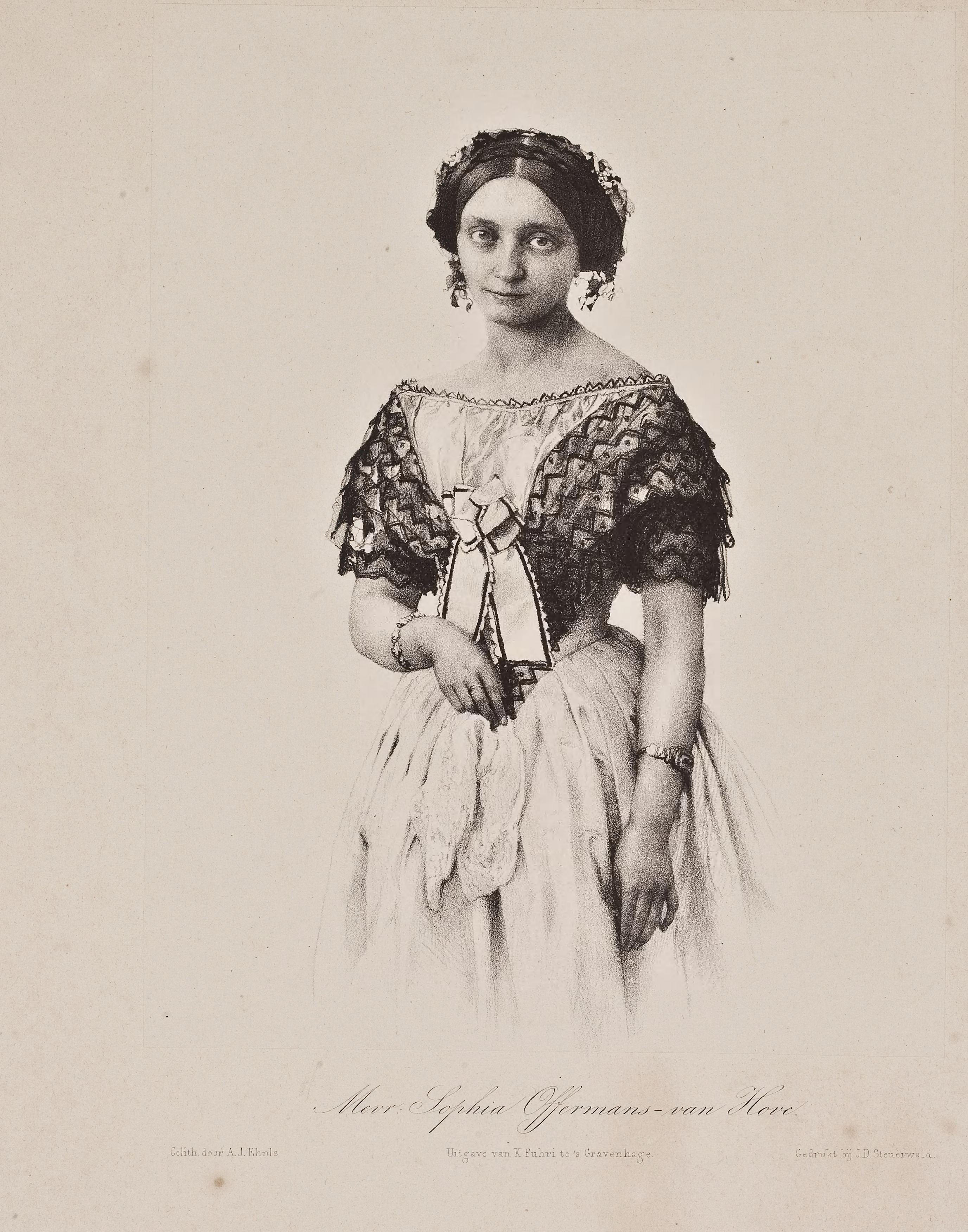
Litho (1860-1869) door A.J. Ehnle

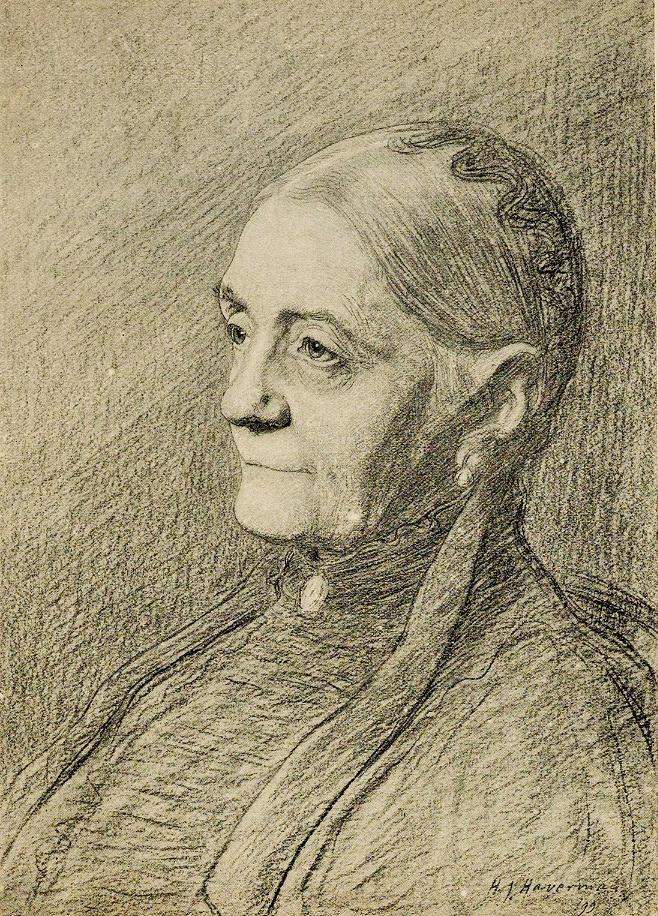
Sophie Offermans-van Hove getekend door H.J. Haverman (1899)

Sophia Johanna Huiberta (Sophie) Offermans-van Hove (Den Haag, 31 juli 1829 – Laren (NH), 23 september 1906) was een Nederlands sopraan en de meest gevierde concertzangeres van Nederland in de 19e eeuw. Haar stem had een bereik van drie octaven.

## Biografie
Ze was dochter van slijter Andreas van Hove en Johanna de Graaf. Sophie Offermans-van Hove kwam uit een artistiek, katholiek gezien van veertien kinderen; ze was dan ook op jonge leeftijd zangeres in het koor van de H.H. Antonius en Lodewijkkerk (ook wel kerk aan de Boschkant). Vanaf elfjarige leeftijd kreeg zij zang- en pianoles aan de Koninklijke Muziekschool in Den Haag. Pianoles kreeg zij van Jozeph Fastré en zangles van Johann Lübeck, die tevens directeur van het conservatorium was. In 1846 trad zij met het Haags Orkest op in verschillende steden, waar zij onder meer de moeilijke aria van Elvira uit De Stomme van Portici glansrijk wist te vertolken.
In 1850 trouwde zij met Ludovicus Offermans, violist in de Hofkapel en in het orkest van de Koninklijke Franse Opera. Getuigen op haar huwelijk verraden haar muziekwereld: broer Johannes van Hove (docent Haags conservatorium), Johann Lübeck, en Johannes Verhulst en als vierde koopman Wilhelmus Hahn. In dat jaar nam ze les bij het paar violist Charles Auguste de Bériot en zangeres Maria Malibran ter verdieping van de Franse en Italiaanse zangschool.
Op 6 december 1853 zong zij in Den Haag de partij van Die Rose uit Der Rose Pilgerfahrt (opus 112) van Robert Schumann op tekst van Heinrich Moritz Horn (1814-1874). Zij werd daarbij begeleid door Clara Schumann op de piano. Robert Schumann, die in het publiek had gezeten, zou volgens de overlevering zo tevreden over haar zangkwaliteiten zijn geweest, dat hij haar een exemplaar van zijn opus 112 aanbood, waarin hij geschreven had: Die anmuthsvolle Sängerin der "Rose" bittet diese Blätter anzunehmen, der Gärtner. Am 8ten Dec. 1853.
In 1866 werd ze tot kamerzangeres (hofzangeres) benoemd door koningin Sophie van Wurtemberg.
Zij trad daarna op in diverse Europese steden, alhoewel ze ook vaak moest weigeren, vanwege haar drukke gezinsleven en om gezondheidsredenen. In 1879 moest ze om dezelfde redenen een einde maken aan haar zangcarrière. Haar laatste optreden vond plaats op 1 mei van dat jaar in Den Haag ter gelegenheid van het huwelijk van koning Willem III met prinses Emma.
Offermans-van Hove excelleerde op het gebied van het oratorium en het lied en beschikte over een bewonderenswaardige coloratuur met een stembereik van drie octaven. Zij vertolkte werken van onder anderen Johann Sebastian Bach, Ludwig van Beethoven, Johannes Brahms, Georg Friedrich Händel, Joseph Haydn, Wolfgang Amadeus Mozart en Franz Schubert en had vooral een voorliefde voor Felix Mendelssohn Bartholdy en Schumann. Ook werken van Nederlandse componisten als Johannes Verhulst, Richard Hol en Willem Nicolaï behoorden tot haar repertoire. Ze was ook zangpedagoge, maar hield een vaste aanstelling aan de muziekschool af.
Uit het huwelijk kwamen acht kinderen voort, waarvan Tony Offermans kunstschilder was en André Offermans cellist en pianist. Gedurende haar leven werd ze benoemd tot erelid van tal van verenigingen, zoals de Maatschappij tot Bevordering der Toonkunst. In 1899 werd ze benoemd tot ridder in de Orde van Oranje-Nassau. Tijdens een verblijf bij Tony in het Noord-Hollandse Laren is zij na een kort ziektebed op 77-jarige leeftijd overleden, waarna ze werd bijgezet in de familiegrafkelder op de rooms-katholieke begraafplaats in Den Haag.
- Biografisch Portaal: 10254841
- Gemeinsame Normdatei: 117742112
- International Standard Name Identifier: 0000 0000 1363 8856
- Nederlandse Thesaurus van Auteursnamen: 069949050
- Virtual International Authority File: 27856666
- WorldCat: E39PBJr3yYGTqGV4RBGbHPgYfq